# Zdzisław Łapiński
Zdzisław Łapiński (ur. 1956 w Krakowie) − polski wiolonczelista i profesor, kierownik Katedry Wiolonczeli i Kontrabasu, prorektor i rektor Akademii Muzycznej w Krakowie (2012–2016). 

## Życiorys
Ukończył krakowską Państwową Wyższą Szkołę Muzyczną w klasie H. Zarzyckiego. W 1981 wyjechał na roczne stypendium do Stanów Zjednoczonych, gdzie studiował na Uniwersytecie Yale pod kierunkiem prof. Aldo Parisota. Jako członek zespołów kameralnych był laureatem konkursów w Évian-les-Bains i Florencji. Od 1989 do 2013 był koncertmistrzem Narodowej Orkiestry Symfonicznej Polskiego Radia.
W 2018 postanowieniem prezydenta RP Andrzeja Dudy został odznaczony Krzyżem Kawalerskim Orderu Odrodzenia Polski za wybitne osiągnięcia w pracy artystycznej i twórczej oraz działalności dydaktycznej.